# (777) Gutemberga
(777) Gutemberga es un asteroide perteneciente al cinturón exterior de asteroides descubierto el 24 de enero de 1914 por Franz Heinrich Kaiser desde el observatorio de Heidelberg-Königstuhl, Alemania.
Está nombrado en honor del inventor alemán Johannes Gutenberg (c. 1398-1468).